# Lee Myung-bak
Lee Myung-bak (koreanisch 이명박, Aussprache: [i.mjʌŋ.bak̚], * 19. Dezember 1941 in Osaka, Präfektur Osaka, Japan) ist ein südkoreanischer Politiker. Er amtierte vom 25. Februar 2008 bis zum 24. Februar 2013 als Präsident Südkoreas, zuvor war er Bürgermeister von Seoul. Er ist Mitglied der konservativen Saenuri-Partei.
Lee sprach sich in programmatischer Hinsicht für eine stärkere Marktorientierung in der Wirtschaft und eine kompromisslosere Linie gegenüber Nordkorea aus.

## Biografie
Lee Myung-bak wurde 1941 in Osaka im japanischen Kaiserreich als Akihiro Tsukiyama (jap. 月山明博 Tsukiyama Akihiro) geboren. Nach dem Zweiten Weltkrieg – genauer dem Pazifikkrieg – kehrte seine Familie mit ihm nach Pohang in Südkorea zurück.
Im Jahr 1964 war er sechs Monate in Gefangenschaft, da er gegen eine Verbesserung der Beziehungen Südkoreas zu Japan, welches Korea von 1910 bis zum Ende des Zweiten Weltkriegs besetzt und kolonialisiert hatte, unter dem damaligen Machthaber General Park Chung-hee protestiert hatte. 1965 schloss er sein Studium an der Korea University mit einem Bachelor in Business Administration ab.
Bevor er in die Politik ging, war er zwischen 1977 und 1992 Geschäftsführer von insgesamt sechs unterschiedlichen Hyundai-Gesellschaften. In dieser Position spielte er eine wichtige Rolle bei der Normalisierung der diplomatischen Beziehungen zwischen Südkorea und der Sowjetunion. Auch baute er Beziehungen zu anderen ausländischen Staatschefs aus, u. a. zum ehemaligen Singapurer Premierminister Lee Kuan Yew und zum ehemaligen kambodschanischen Premierminister Hun Sen. 1992 wurde er erstmals in die Nationalversammlung gewählt.
Er kam mehrfach in Konflikt mit Finanzbehörden, was 1996 zu einer Strafe von vier Millionen Won führte. 1998 musste er acht Millionen Won wegen Vergehen gegen das Wahlgesetz zahlen.
Vom 1. Juli 2002 bis zum 30. Juni 2006 war er Bürgermeister von Seoul. Zu seinen bekanntesten Projekten während seiner Amtszeit dort zählten die Restaurierung des Cheonggyecheon-Kanals und die Ausweitung des öffentlichen Transportsystems. Am 10. Mai 2007 gab er bekannt, für die Hannara-Partei (koreanisch 한나라당 Hannara-dang, deutsch ‚Große Nationalpartei‘) als Präsidentschaftskandidat antreten zu wollen. Am 20. August besiegte er in der parteiinternen Vorwahl die zweitplatzierte Park Geun-hye sowie zwei praktisch chancenlose Bewerber. Bei der folgenden Präsidentschaftswahl setzte er sich gegen den zweitplatzierten Chung Dong-young der Yeollin-uri-Partei (koreanisch 열린우리당 Yeollin-uri-dang, deutsch ‚Unsere Offene Partei‘) durch. Dem amtlichen Ergebnis zufolge erhielt er 48,7 % der Stimmen, Chung Dong-young lediglich 26,1 %.
Lee gehört der evangelikalen Minderheit in Korea an. Ihm wurde vorgeworfen, die Evangelikalen gegenüber den Buddhisten zu bevorzugen und religiöse Konflikte in der koreanischen Gesellschaft zu schüren. Während seiner Zeit als Bürgermeister von Seoul bezeichnete er dieses als „heilige Stadt regiert durch Gott“ und sandte Grußbotschaften an eine Demonstration christlicher Fundamentalisten, welche für den physischen Kollaps der buddhistischen Tempel der Stadt beteten.

## Wirken als Staatspräsident

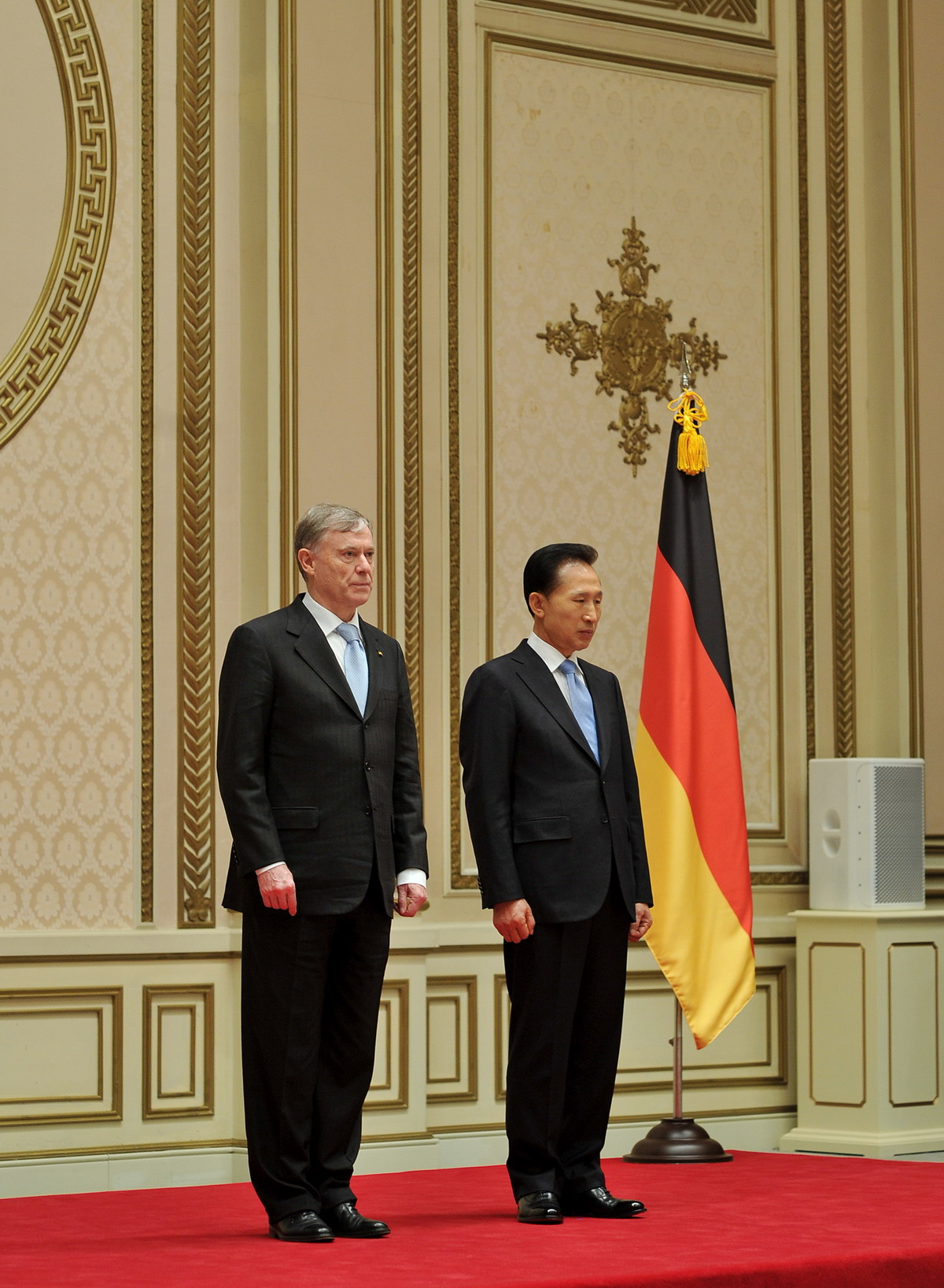
Lee Myung-bak und Bundespräsident Horst Köhler, 2010

Lee wurde am 25. Februar 2008 als neuer Staatspräsident Südkoreas vereidigt. Am 29. Februar stimmte das südkoreanische Parlament seinem Vorschlag zur Bildung eines Kabinetts unter dem ehemaligen Außenminister Han Seung-soo zu.
Lee hatte einen härteren Kurs gegen Nordkorea angekündigt; so werde die Lieferung von Nahrungsmitteln aus Südkorea von dem Ende des nordkoreanischen Kernwaffenprogramms abhängig gemacht. Die nordkoreanische Regierung reagierte überraschend heftig und überschattete mit Vorwürfen gegen Lee den Wahlkampf zur Parlamentswahl am 9. April 2008. Auf anderen wirtschaftlichen Gebieten kündigte Lee hingegen engere Beziehungen zu Nordkorea an.
Bei einer geringen Wahlbeteiligung gewann Lees Hannara-Partei die Parlamentswahl mit einem deutlichen Vorsprung vor der sozial-liberalen Yeollin-uri-Partei und konnte erstmals seit Gründung der Partei die absolute Mehrheit der Parlamentssitze erreichen. Lee kündigte danach an, die Unternehmenssteuern zu senken und gegen „Hardliner-Gewerkschaften“ vorzugehen.
Seine Nachfolgerin Park Geun-hye war vom 25. Februar 2013 bis zum 10. März 2017 die amtierende Präsidentin Südkoreas.

## Staatsbesuche

### USA
Bei einem Gipfeltreffen in Camp David am 19. April 2008 einigten sich Lee und US-Präsident George W. Bush auf die Stärkung ihrer bilateralen Beziehungen. Bei dieser Begegnung verwarfen beide Staatsoberhäupter den Plan zur Reduzierung der in Südkorea stationierten 28.500 US-Soldaten, so dass die seinerzeitige Truppenstärke aufrechterhalten wurde.
Bush begrüßte die am Vortag beschlossene Öffnung des südkoreanischen Marktes für US-Rindfleischprodukte. Mit dieser Entscheidung wurde eine wesentliche Voraussetzung für die Ratifizierung des Freihandelsabkommens zwischen Korea und den USA (KORUS FTA) durch den US-Kongress erfüllt. Lee wird im Inland als Reaktion mit Protesten konfrontiert, u. a. da viele Koreaner US-Rinderimporte wegen früherer BSE-Fälle als gefährlich ansehen.
Darüber hinaus bestätigten beide Seiten übereinstimmend die Notwendigkeit einer friedlichen und diplomatischen Lösung der nordkoreanischen Atomkrise im Rahmen der Sechs-Parteien-Gespräche, an denen Süd- und Nordkorea, die USA, Japan, China und Russland beteiligt sind.

### Japan
Anlässlich eines Staatsbesuches in Japan Ende April 2008 kamen Lee und Japans Premierminister Yasuo Fukuda zu Gesprächen zusammen. Sie vereinbarten eine verstärkte Zusammenarbeit in Bezug auf den Atomkonflikt mit Nordkorea und die Auseinandersetzung mit globalen Themen wie dem Klimawandel. Zudem einigten sie sich auf die Wiederaufnahme von Verhandlungen über den Abschluss eines Wirtschaftspartnerschaftsabkommens (EPA) sowie das Anstreben eines Freihandelsabkommens zwischen den beiden Staaten Japan und Südkorea. Gegenstand des Gespräches war auch die Möglichkeit, ein neues Produktionszentrum in Südkorea für japanische Investoren auszuloten.

## Strafverfahren
Ende März 2018 wurde Lee in Untersuchungshaft genommen. Die Strafermittlungsbehörden warfen ihm unter anderem Korruption, Machtmissbrauch, Steuerhinterziehung und Unterschlagung vor. Am 5. Oktober 2018 wurde Lee vom Bezirksgericht Seoul zu einer Haftstrafe von 15 Jahren verurteilt. Am 12. Oktober gab Lees Anwalt Kang Hoon bekannt, dass Lee gegen das Urteil Widerspruch einlegen werde.
Im Berufungsprozess am 19. Februar 2020 wurde Lee vom Obergericht Seoul zu einer Haftstrafe von 17 Jahren und einer Geldstrafe in Höhe von 13 Milliarden Won verurteilt. Zudem soll er 5,78 Milliarden Won an den Staat zahlen. Die Richter des Obergerichts Seoul nahmen die Freilassung auf Kaution aus dem März 2019 zurück, woraufhin Lee sofort wieder verhaftet wurde. Ende 2022 wurde er von Präsident Yoon Suk-yeol im Rahmen einer Massenbegnadigung zur „nationalen Einheit“ begnadigt.